# Трабея
Трабея — короткий плащ, служивший у этрусков знаком царской власти.

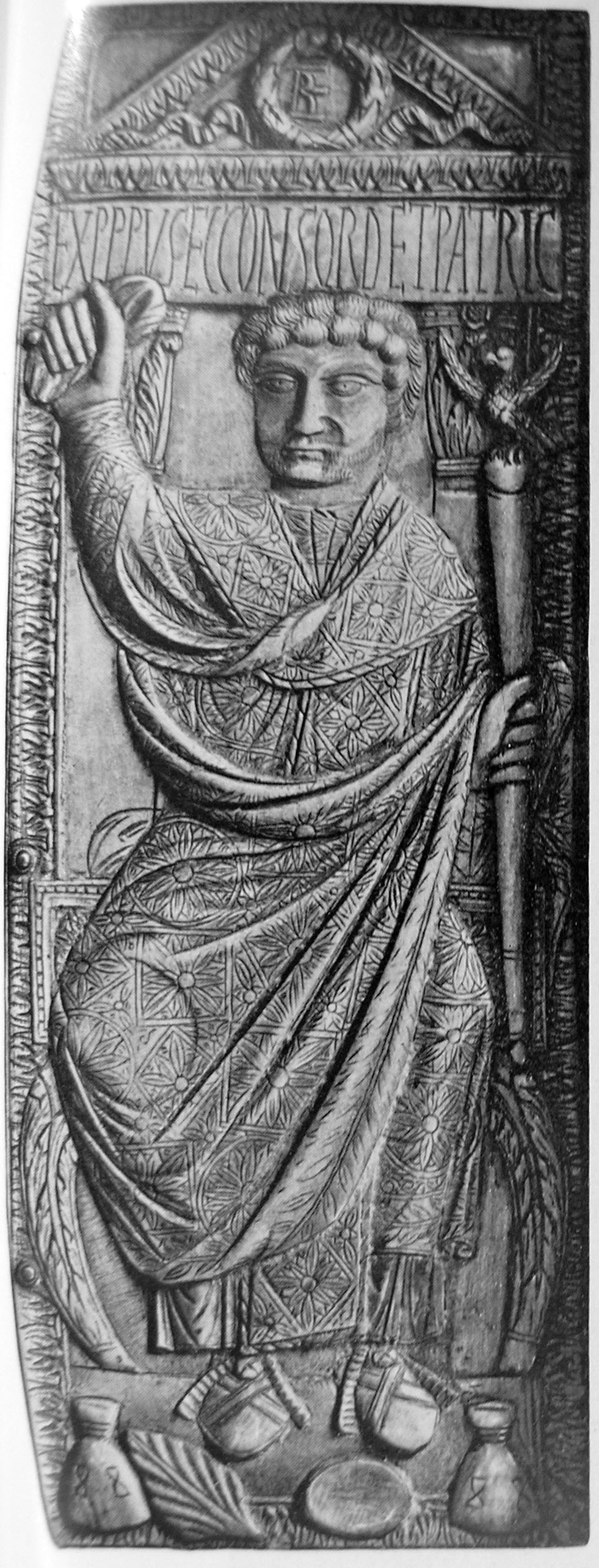
Консул 487 года Боэций в трабее

Трабея была весьма древним видом тоги и служила одеждой салиев и авгуров.
Согласно Сервию, использовалось три вида трабеи:
- пурпуровая — одежда богов;
- пурпуровая с белыми просветами — одеяние царей;
- с ярко-красными горизонтальными полосами и пурпуровой каймой — одеяние авгуров.

Позднее трабею с ярко-красными горизонтальными полосами по торжественным случаям носили римские цари, всадники и авгуры, а затем консулы. Императорская трабея стала полностью пурпуровой.